# Ardeadoris
Ardeadoris is een geslacht dat behoort tot de familie Chromodorididae. Het geslacht bestaat uit twaalf soorten, die voornamelijk voorkomen in de Grote Oceaan.

## Soorten
- Ardeadoris angustolutea (Rudman, 1990)
- Ardeadoris averni Rudman, (1985)
- Ardeadoris carlsoni Rudman, (1986)
- Ardeadoris cruenta Rudman, (1986)
- Ardeadoris egretta Rudman, (1984)
- Ardeadoris electra Rudman, (1990)
- Ardeadoris poliahu Bertsch & Gosliner, (1989)
- Ardeadoris pullata Rudman, (1995)
- Ardeadoris rubroannulata Rudman, (1986)
- Ardeadoris scottjohnsoni Bertsch & Gosliner, (1989)
- Ardeadoris symmetrica Rudman, (1990)
- Ardeadoris tomsmithi Bertsch & Gosliner, (1989)
- Ardeadoris undaurum Rudman, (1985)

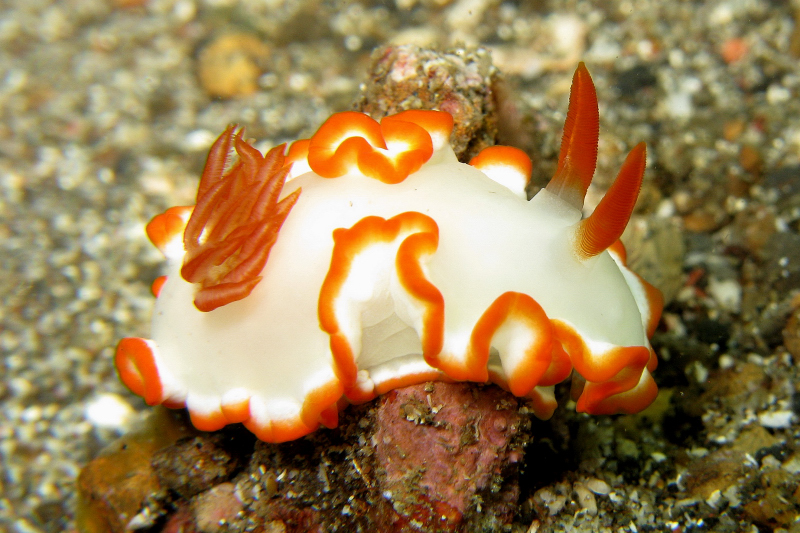
Ardeadoris averni
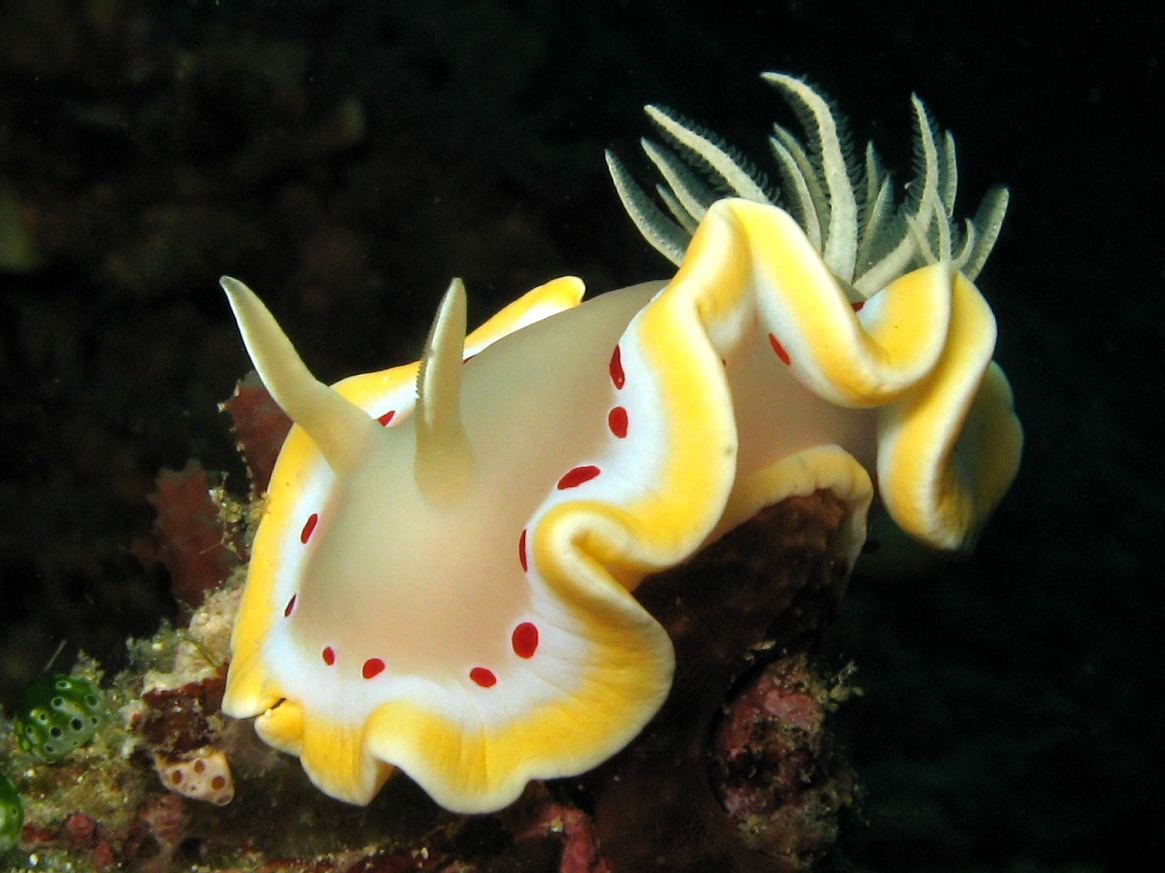
Ardeadoris cruenta
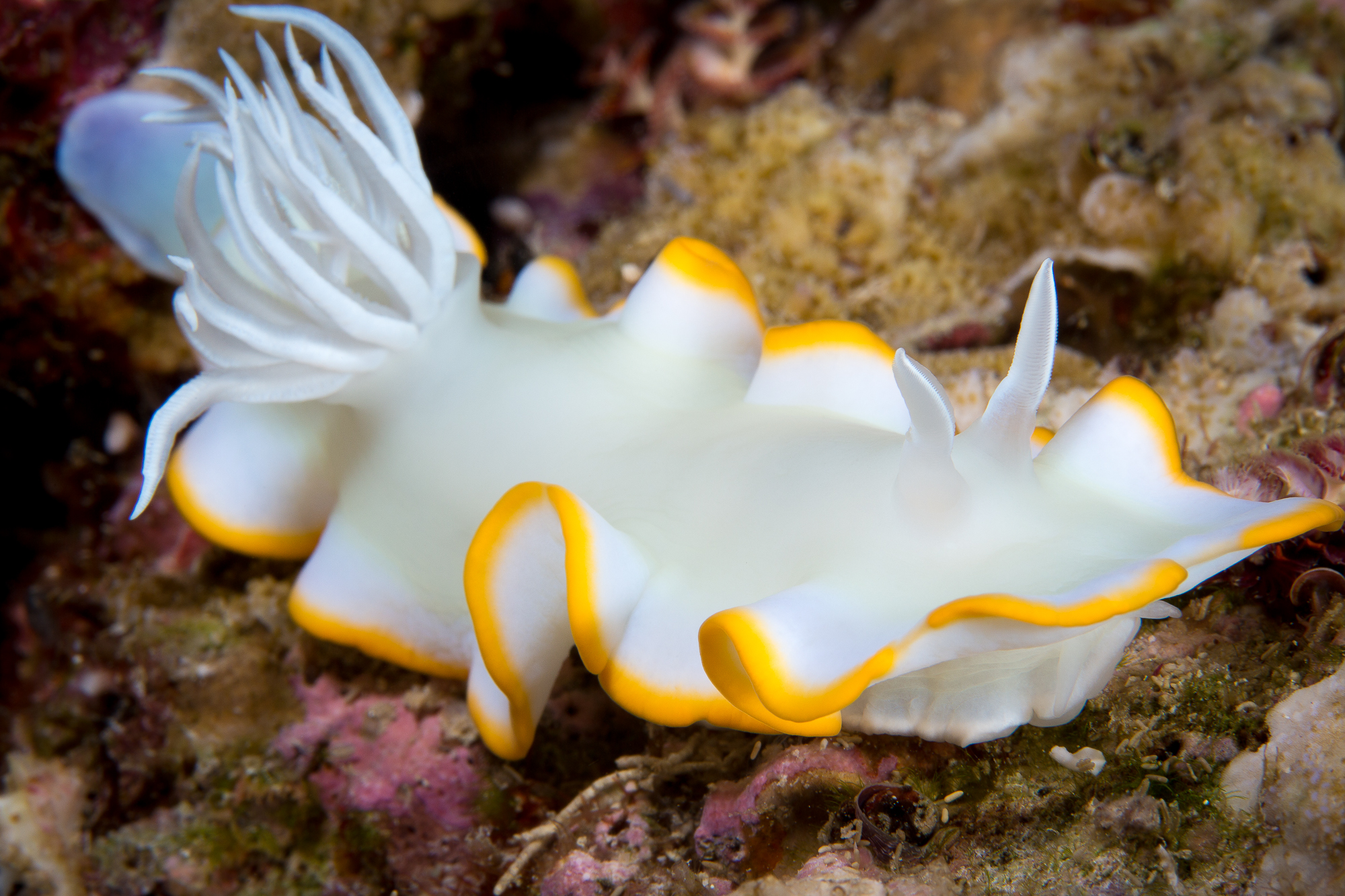
Ardeadoris egretta
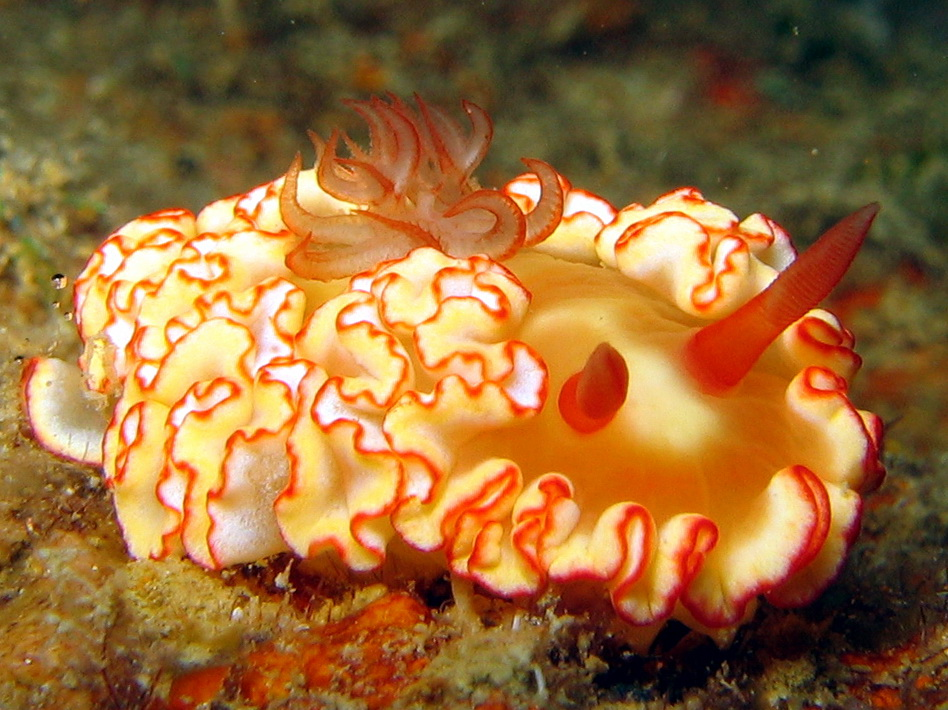
Ardeadoris symmetrica
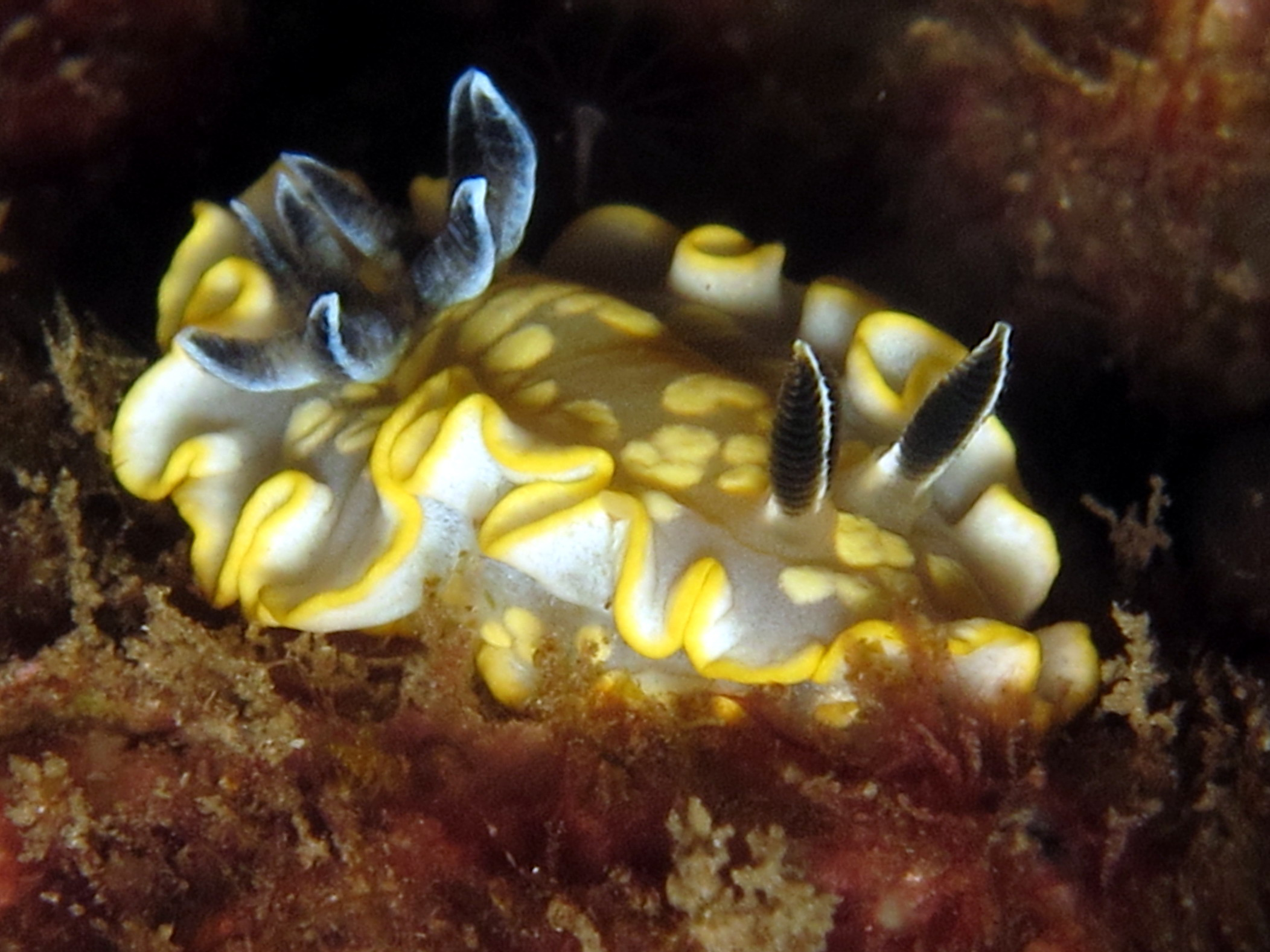
Ardeadoris tomsmithi